# Kugelmugel
Kugelmugel, tên chính thức Cộng hòa Kugelmugel (tiếng Đức: Republik Kugelmugel), là một vi quốc gia nằm trong công viên Prater ở Viên, Áo.
Từ "Kugel" có nghĩa là "quả bóng" hoặc "quả cầu" trong tiếng Đức; từ "Mugel" là một cách diễn đạt trong tiếng Đức Áo cho "chỗ lồi" hoặc "ngọn đồi trên cánh đồng".

## Lịch sử
Nước cộng hòa tuyên bố độc lập vào năm 1976, sau những tranh chấp giữa nghệ sĩ Edwin Lipburger và chính quyền Áo về giấy phép xây dựng một ngôi nhà hình quả bóng mà ông đã dựng ở Katzelsdorf, Hạ Áo năm 1971. Năm 1979, Lipburger bị bắt và phải ngồi tù trong mười tuần.
Vào tháng 6 năm 1982, ngôi nhà được chuyển đến công viên Prater và được bao bọc bởi những hàng rào thép gai cao 8 foot. Lipburger qua đời vào tháng 1 năm 2015. Vào thời điểm này, nước cộng hòa đã có hơn 650 công dân không cư trú. Ngày nay, Kugelmugel do chính quyền Viên quản lý và được sử dụng để thu hút khách du lịch.

## Hình ảnh

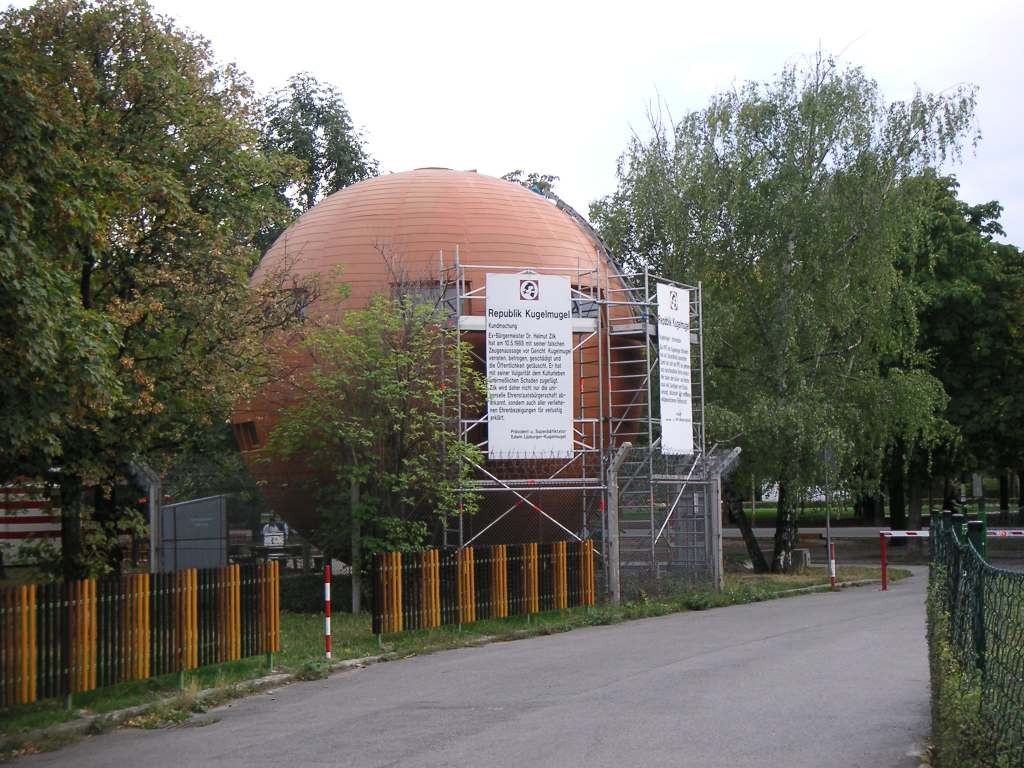
Cộng hòa Kugelmugel
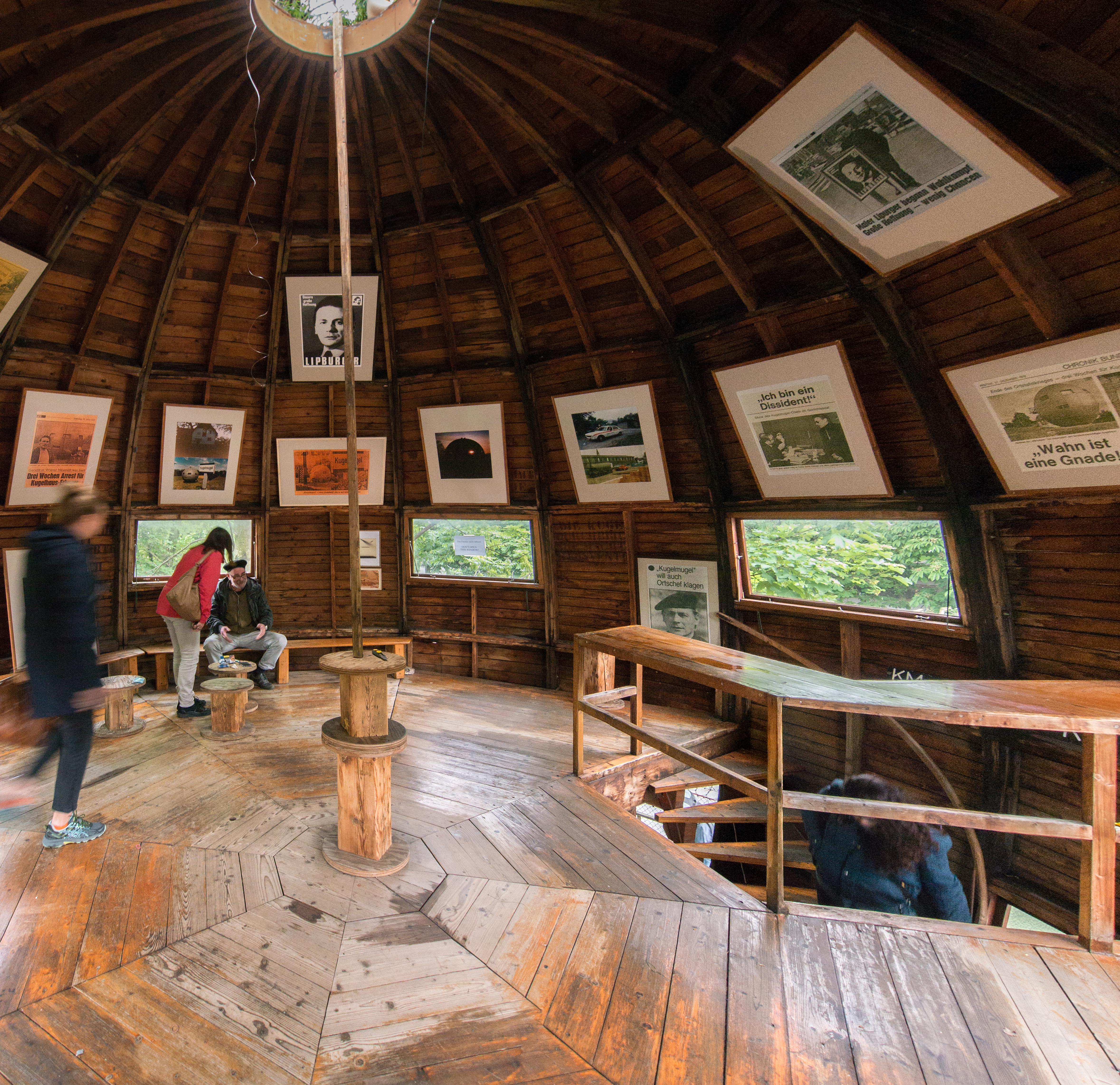
Bên trong khối cầu